# Cumloser Graben
Der Cumloser Graben ist ein Meliorationsgraben und orographisch linker Zufluss des Schmaldiemens im Landkreis Prignitz in Brandenburg.

## Verlauf
Der Graben beginnt im Stadtzentrum von Wittenberge und dort südlich der Lenzener Straße, die in diesem Bereich von Westen kommend in östlicher Richtung verläuft. Der Graben verläuft parallel zur Lenzener Straße zwischen dem Grünen Weg und der Wahrenberger Straße – zunächst in westlicher, später in nordwestlicher Richtung aus dem Stadtzentrum heraus. Der Graben verläuft parallel zum Kahlhorster Weg und unterquert die Bundesstraße 189. Nordwestlich der Unterquerung fließen zwei weitere Stränge zu, die zum Teil das Naturschutzgebiet Krähenfuß durchflossen haben. Von Süden fließt anschließend der Graben I/137 zu.
Der Graben verläuft weiterhin vorzugsweise in nordöstlicher Richtung und erreicht das Gemeindegebiet von Cumlosen. Von Osten kommend fließt der Graben I/134 zu. Der Graben fließt südlich des Cumloser Gemeindeteils Wentdorf weiter in nordöstlicher Richtung und nimmt dabei Wasser auf, das vom Graben I/140 aus dem Cumloser See zufließt. Er schwenkt nun in nördliche Richtung, unterquert die Bundesstraße 195 und erreicht die Wohnbebauung von Cumlosen. Dort fließt er östlich vorbei in nordnordwestlicher Richtung und entwässert schließlich auf einer landwirtschaftlich genutzten Fläche in den Schmaldiemen, der wiederum in die Löcknitz entwässert.